# Lehi, Arkansas
Lehi är ett kommunfritt område i Crittenden County i delstaten Arkansas, USA. I Lehi finns den tidigare NASCAR-banan Memphis-Arkansas Speedway.